# Kloster Grünwald
Das Kloster Grünwald war ein kleines Paulinerkloster im Ortsteil Grünwald der Gemeinde Lenzkirch im Hochschwarzwald.

## Gründung
Das Paulinerkloster Grünwald entstand aus einer Eremitenansiedlung um 1362 durch Schenkungen des nahe gelegenen Klosters St. Blasien und durch Schenkungen der Ritter von Blumegg und von Wolfurt.
Im Paulinerkloster war ein kleiner Konvent, in dem gemäß einer Verpflichtung gegenüber dem Kloster St. Blasien nicht mehr als zehn Mönche leben durften; meist waren es neben dem Prior jedoch nur zwei bis drei. Um 1430 kam die kleine Ortschaft Kappel als Pfarrei zum Kloster. 1488 wurden die Fürstenberger Herren über das Kloster, da es in ihren Herrschaftsbereich fiel. 1803 wurde das Kloster endgültig aufgehoben.

## Bibliothek
Die Bibliothek verfügte über einen großen Bücherbestand vor allem zur Seelsorgepraxis. Hier befand sich eine für die Geschichte des Paulinerordens bedeutende Handschrift, die früheste Handschrift der Ordenskonstitutionen.

## Anlage
Um 1670 wurde die kleine Klosteranlage und die Kirche nach Zerstörungen während des Dreißigjährigen Krieges neu erbaut. Nachdem sie 1675 eine Reliquie des heiligen Lucius erhalten hatte, war sie zeitweise ein beliebtes Wallfahrtsziel. Auch eine Kopie der Schwarzen Madonna von Tschenstochau wurde hier verehrt. 1733 wurde die kleine Kirche neu errichtet. Durch Brandstiftung brannte Kirche und Kloster 1880 ab; lediglich die Kirche wurde auf den alten Grundmauern durch die Fürsten von Fürstenberg wieder aufgebaut.
Im Eingangsbereich befindet sich ein gotisches Sandsteinrelief aus der Zeit um 1370, das die Weihnachtsgeschichte und Szenen aus der Passion Christi zeigt. Das Altarbild, das die Kirchenpatronin Maria Magdalena zeigt, stammt aus dem Jahr 1711 und wurde dem Kloster vom damaligen Abt des Klosters St. Blasien geschenkt. Enge Verbindungen bestanden zum Paulinerkloster Tannheim und zum Paulinerkloster Bonndorf in Bonndorf.